# East Infection
| Оценки критиков  | Оценки критиков |
| Источник         | Оценка          |
| ---------------- | --------------- |
| Allmusic         | ссылка          |
| Robert Christgau | (A-) ссылка     |

East Infection — мини-альбом американской группы Gogol Bordello, выпущенный в 2005 году на лейбле Rubric Records.

## Об альбоме
East Infection состоит из треков, оставшихся от сессий записей для альбома Gypsy Punks.
Название первого трека дало название альбому. Трек «Ave. B» был записан как «Avenue B» для Gypsy Punks, а «Strange Uncles From Abroad» записывался как «My Strange Uncles From Abroad» для Super Taranta!. Композиция «Copycat» также примечательна тем, что является первой песне группы в жанре даб. Трек «Mala Vida» является кавер-версией песни группы Mano Negra, а композиция «Madagascar-Roumania» включает традиционную народную румынскую песню «Tu Jésty Fáta».

## Список композиций
Все тексты написаны Eugene Hütz, вся музыка написана Eugene Hütz и Gogol Bordello, за исключением «Mala Vida» (Mano Negra) и «Tu Jésty Fáta» (румынская народная песня).
| №                   | Название | Длительность |
| ------------------- | --- | ------------ |
| 1.                  | «East Infection» | 2:20         |
| 2.                  | «Ave. B» (спродюсировано и записано Gogol Bordello. Микширование Oren Kaplan и Eugene Hütz, зима 2004)                                                                      | 2:57         |
| 3.                  | «Mala Vida» (продюсировал Стив Альбини в Electrical Audio Studios, Чикаго, октябрь 2004; микширование Eyal Midyan в январе 2005.)                                           | 3:08         |
| 4.                  | «Copycat» (записано Стивом Альбини в Electrical Audio Studios, Чикаго, октябрь 2004; микширование Mochiach и Eugene Hütz в Dumbeat Studios, Бруклин, Нью-Йорк, январь 2005) | 2:41         |
| 5.                  | «Strange Uncles From Abroad» (продюсирование и запись Gogol Bordello, микширование Oren Kaplan и Eugene Hutz, зима 2004)                                                    | 4:13         |
| 6.                  | «Madagascar-Roumania (Tu Jésty Fáta)» (продюсирование, запись и микширование Eliot Ferguson и Eugene Hütz, зима 2004)                                                       | 6:32         |
| Общая длительность: | Общая длительность: | 21:57        |

Дополнительное содержимое:
1. «Never Young Again» — видео

## Участники записи
- Eugene Hutz — вокал, акустическая гитара, барабаны в треке 4
- Sergey Ryabtsev — скрипка, бэк-вокал
- Yuri Lemeshev — аккордеон, бэк-вокал
- Oren Kaplan — гитара, бэк-вокал
- Rea Mochiach — басы
- Eliot Ferguson — ударные
- Pamela Jintana Racine — перкуссия, бэк-вокал
- Elizabeth Sun — перкуссия, бэк-вокал

### Дополнительные музыканты
- Andra Ursuta — вокал в треках 1 и 6
- Pedro Erazo — бэк-вокал в треке 3
- Ori Kaplan — саксофон в треке 5